# Kecamatan Tragah
Kecamatan Tragah är ett distrikt i Indonesien.   Det ligger i provinsen Jawa Timur, i den västra delen av landet, 700 km öster om huvudstaden Jakarta. Kecamatan Tragah ligger på ön Madura.